# Mysidium rickettsi
Mysidium rickettsi is een aasgarnalensoort uit de familie van de Mysidae. De wetenschappelijke naam van de soort is voor het eerst geldig gepubliceerd in 1987 door Harrison & Bowman. De soort is vernoemd naar marien bioloog Ed Ricketts.